# Olympische Jugend-Winterspiele 2024/Teilnehmer (Iran)
| Gelbes Symbol für Goldmedaillen mit stilisierten Olympischen Ringen | Graues Symbol für Silbermedaillen mit stilisierten Olympischen Ringen | Braundes Symbol für Bronzemedaillen mit stilisierten Olympischen Ringen |
| ------------------------------------------------------------------- | --------------------------------------------------------------------- | ----------------------------------------------------------------------- |
| —                                                                   | —                                                                     | —                                                                       |

Der Iran nahm an den Olympischen Jugend-Winterspielen 2024 in der südkoreanischen Provinz Gangwon mit 5 Athleten (3 Frauen, 2 Männer) teil.

## Teilnehmer nach Sportart

### Ski Alpin
| Athleten         | Wettbewerb         | Lauf 1      | Lauf 1 | Lauf 2      | Lauf 2 | Gesamt      | Gesamt |
| Athleten         | Wettbewerb         | Zeit        | Rang   | Zeit        | Rang   | Zeit        | Rang   |
| ---------------- | ------------------ | ----------- | ------ | ----------- | ------ | ----------- | ------ |
| Frauen           |                    |             |        |             |        |             |        |
| Sarina Ahmadpour | Riesenslalom       | 1:02,47 min | 49     | 1:05,49 min | 38     | 2:07,96 min | 38     |
| Sarina Ahmadpour | Slalom             | DNF         | DNF    | DNF         | DNF    | DNF         | DNF    |
| Männer           |                    |             |        |             |        |             |        |
| Ali Boloukat     | Super-G            | —           | —      | —           | —      | DNS         | DNS    |
| Ali Boloukat     | Alpine Kombination | DNS         | DNS    | DNS         | DNS    | DNS         | DNS    |
| Ali Boloukat     | Riesenslalom       | 1:04,21 min | 60     | 54,87 s     | 43     | 1:59,08 min | 45     |
| Ali Boloukat     | Slalom             | 59,65 s     | 58     | DNF         | DNF    | DNF         | DNF    |

### Skilanglauf
| Athleten                              | Wettbewerbe      | Zeit        | Rang |
| ------------------------------------- | ---------------- | ----------- | ---- |
| Frauen                                |                  |             |      |
| Parastoo Absalan                      | 7,5 km klassisch | 38:03,1 min | 72   |
| Melika Mirzaeidizaj                   | 7,5 km klassisch | 37:36,0 min | 71   |
| Männer                                |                  |             |      |
| Amir Mohammad Abolhassanzadeh Amghani | 7,5 km klassisch | 25:31,1 min | 67   |

| Athleten                              | Wettbewerbe     | Qualifikation | Qualifikation | Viertelfinale | Viertelfinale | Halbfinale    | Halbfinale    | Finale        | Finale        | Rang |
| Athleten                              | Wettbewerbe     | Zeit          | Rang          | Zeit          | Rang          | Zeit          | Rang          | Zeit          | Rang          | Rang |
| ------------------------------------- | --------------- | ------------- | ------------- | ------------- | ------------- | ------------- | ------------- | ------------- | ------------- | ---- |
| Frauen                                |                 |               |               |               |               |               |               |               |               |      |
| Parastoo Absalan                      | Sprint Freistil | 5:05,70 min   | 74            | ausgeschieden | ausgeschieden | ausgeschieden | ausgeschieden | ausgeschieden | ausgeschieden | 74   |
| Melika Mirzaeidizaj                   | Sprint Freistil | 5:09,93 min   | 76            | ausgeschieden | ausgeschieden | ausgeschieden | ausgeschieden | ausgeschieden | ausgeschieden | 76   |
| Männer                                |                 |               |               |               |               |               |               |               |               |      |
| Amir Mohammad Abolhassanzadeh Amghani | Sprint Freistil | 4:00,61 min   | 76            | ausgeschieden | ausgeschieden | ausgeschieden | ausgeschieden | ausgeschieden | ausgeschieden | 75   |